# De Press
De Press a fost o formație norvegiană new wave formată în anul 1980.
LP-ul Block to Block (producător pe John Leckie) s-a vândut în 15 000 de exemplare (ceea ce este mult pentru o țară mică ca Norvegia).
Pentru acest album formația a primit în anul 1981 premiul Spellemann la categoria rock.
Block to Block  a fost urmat de Product în 1982. Albumul On The Other Side a apărut în 1983 după care formația s-a destrămat.  

Coperta albumului "Block to Block"

## Discuri
- Pond (EP, Torpedo Plater 1980)
- Block To Block (LP, Siberia 1981, Sonet 1989)
- Lars Hertervig (12", Siberia 1981, reeditat 1991)
- Product (LP, Siberia 1982, Sonet 1990)
- In a Crowded Room (7", Siberia 1982)
- On the Other Side (LP 1983, reeditat 1991)
- The Ballshow Trio (LP/CD, 1991)
- East Bloc 2-Step (7"/12", Sonet, 1991)
- 3 Potocki (CD/casetă, DNA 1991)
- Bo Jo Cie Kochom (CD-single, Sonet 1992)
- Vodka Party (CD, Sonet 1993)
- Groj Skrzypko Groj (CD/cassetă, Music Corner 1994)
- Potargano Chalpa (CD, Music Corner 1996)
- Potargano Chalpa (CD-single, Music Corner 1996)
- Dwie tęsknoty (CD, Music Corner 1998)
- Madness (CD-singel, Music Corner 1998)
- deFinite (2CD, Glomstulen Records 2000)
- Sleboda (CD, Music Corner 2000)
- Kamaraci (CD-single, Music Corner 2000)
- Russian Party (CD, Music Corner 2001)
- Cy Bocycie Swinty Ojce (CD, Music Corner 2002)
- Rekyl (CD, S2 2006)
- Zre nas konsumpcja (CD, MTJ 2008)
- Kolędy (CD, MTJ 2008)
- Myśmy Rebelianci (CD, MTJ 2009)
- Norwid: Gromy i pyłki (CD, MTJ 2010)
- Amen (CD, Fonografika 2011)
- Sex spod Tater (CD, MTJ 2013)